# Harry Potter y las reliquias de la Muerte: parte 2 (banda sonora)
Harry Potter and the Deathly Hallows - Part 2: Original Motion Picture Soundtrack es la banda sonora para la película que se titula de igual manera, Harry Potter and the Deathly Hallows - Part 2 de David Yates; el compositor de la misma fue nuevamente Alexandre Desplat, responsable también de la banda sonora de la película anterior.

## Información
Alexandre Desplat repite como compositor de la música para la película que da cierre a la saga Harry Potter, y contó de nuevo con la ayuda de Conrad Pope en la orquestación. Desplat declaró que la musicalización para el largometraje fue «un gran desafío» y que tuvo «muchas expectativas que cumplir y una gran cantidad de trabajo» por delante de él. Desplat comenzó a trabajar con la banda sonora a principios de 2011 en la Orquesta Sinfónica de Londres, culminando grabaciones el 27 de mayo de 2011 en los Estudios Abbey Road; esto dado a conocer por Conrad Pope en su página oficial de Facebook.
Para esta musicalización, Alexandre Desplat introdujo una pieza coral y contó para su realización con Mai Fujisawa, una cantante solista japonesa. Asimismo, Desplat bautizó esa melodía para identificar a Lily Potter y dar a entender que el personaje se introducía de manera más importante en la película, dado esto, se recurrió en varias ocasiones a dicha pieza coral en el álbum.
Durante algún tiempo se dijo que la cantante Enya sería la colaboradora para la banda sonora, pero esto fue desmentido por el mismo Alexandre Desplat días después de que se corrió el rumor.
Alexandre Desplat argumentó sobre el uso de Hedwig's theme (tema original de John Williams e identificador de todas las películas de la saga) en Harry Potter y las Reliquias de la Muerte: parte 2, diciendo: "Bueno, todos sabemos que hay un tema, que ha convertido en un icono esta saga, el tema de Hedwig de John Williams. Este tema es crucial para el éxito de la historia, y hubiera sido una falta de respeto no utilizarla en los momentos cruciales en los que necesitamos para hacer referencia a estos diez años de amistad que todos hemos tenido con estos personajes y los niños, por lo que Hedwig's theme vuelve a aparecer mucho más que en Parte 1, donde la pérdida de la inocencia, fue el tema principal de la película."

## Lista de canciones
La lista de canciones de la banda sonora fue lanzada desde el 16 de junio de 2011, días después el 23 de junio, Amazon UK liberó una página que contiene las vistas previas del contenido musical.. La lista de canciones oficial y original de Desplat para Harry Potter and the Deathly Hallows - Part 2 fue liberada y comercializada en Amazon UK a partir del 12 de julio de 2011, y está conformada por las siguientes pistas:

| Harry Potter and the Deathly Hallows - Part 2: Original Motion Picture Soundtrack |                             |          |  |
| N.º                                                                               | Título                      | Duración |  |
| 1.                                                                                | «Lily's Theme»              | 2:28     |  |
| 2.                                                                                | «The Tunnel»                | 1:09     |  |
| 3.                                                                                | «Underworld»                | 5:24     |  |
| 4.                                                                                | «Gringotts»                 | 2:24     |  |
| 5.                                                                                | «Dragon Flight»             | 1:43     |  |
| 6.                                                                                | «Neville»                   | 1:40     |  |
| 7.                                                                                | «A New Headmaster»          | 3:25     |  |
| 8.                                                                                | «Panic Inside Hogwarts»     | 1:53     |  |
| 9.                                                                                | «Statues»                   | 2:22     |  |
| 10.                                                                               | «The Grey Lady»             | 5:51     |  |
| 11.                                                                               | «In the Chamber of Secrets» | 1:37     |  |
| 12.                                                                               | «Battlefield»               | 2:13     |  |
| 13.                                                                               | «The Diadem»                | 3:08     |  |
| 14.                                                                               | «Broomsticks and Fire»      | 1:24     |  |
| 15.                                                                               | «Courtyard Apocalypse»      | 2:00     |  |
| 16.                                                                               | «Snape's Demise»            | 2:51     |  |
| 17.                                                                               | «Severus and Lily»          | 6:08     |  |
| 18.                                                                               | «Harry's Sacrifice»         | 1:57     |  |
| 19.                                                                               | «The Resurrection Stone»    | 4:32     |  |
| 20.                                                                               | «Harry Surrenders»          | 1:30     |  |
| 21.                                                                               | «Procession»                | 2:07     |  |
| 22.                                                                               | «Neville the Hero»          | 2:17     |  |
| 23.                                                                               | «Showdown»                  | 3:37     |  |
| 24.                                                                               | «Voldemort's End»           | 2:44     |  |
| 25.                                                                               | «A New Beginning»           | 1:39     |  |

### Complementos musicales de otros álbumes
En el largometraje retomaron entonaciones y pistas musicales de pistas de otros álbumes de la franquicia, los cuales se mencionan a continuación:
- Dumbledore's Farewell (2:22).- Esta pista se vinculó con la pista Severus and Lily, es original de Nicholas Hooper, del álbum de Harry Potter y el misterio del príncipe. En este largometraje la pista se pudo escuchar en la escena de las memorias de Severus Snape en el pensadero de Albus Dumbledore.

- Hedwig's Theme (5:19).- Original de John Williams, Desplat compuso versiones propias de él, sin embargo en la película aparecen afinaciones temáticas de la versión de Williams en algunas escenas, como en la de la llegada del trío protagónico a Hogwarts mediante el pasadizo secreto en la Sala de Menesteres. La misma partitura repite nuevamente después de que La Orden del Fénix emboscara a Severus Snape y éste huyera con lord Voldemort, luego de ser atacado por Minerva McGonagall. La variante repite por tercera vez en los créditos finales de la película, también se puede escuchar la temática de Williams para el Quidditch. El tema es original del álbum de Harry Potter y la cámara secreta.

- Leaving Hogwarts (2:21).- También es original de John Williams y del álbum correspondiente a La Piedra Filosofal. El tema es reutilizado de manera completa en la escena del epílogo.

- Del álbum Harry Potter and the Deathly Hallows - Part 1.- No repite ningún tema, pero algunas variantes musicales sí, tales como de los siguientes temas:
  - Obliviate.- Se tonificó la temática principal en el tema Harry Surrenders
  - The Locket.- Se entonó una variante en el tema "Underworld"
  - Polyjuice Potion.- Se tonificó la partitura musical inicial en los temas Neville, Battlefield y Showdown
  - The Deathly Hallows.- No se entonó modulación alguna en un tema en específico, sino en la escena donde Harry habla con Ollivander acerca de las Reliquias de la Muerte.

- Sobre la pieza coral principal.- Mai Fujisawa prestó su voz para las pistas Lily's Theme, Snape's demise, The Resurrection Stone y Voldemort's End, en estos temas se escucha una variante musical específica de un nuevo personaje central en la película. En la pista Dragon Flight ocurre algo similar, con la exclusividad de solo ser una temática sonora.

## Crítica
Los críticos calificaron la temática de este álbum como pausado y melancólico, también se habló de una musicalización realmente épica, sobre todo con Lily's Theme y los respectivos temas que contienen referencias de esta pista.

## Premios
Alexandre Desplat fue elegido el Compositor de Cine del año por los World Soundtrack Awards por éste y otros trabajos a lo largo de 2010 y 2011, en el que se incluye también su trabajo en la banda sonora anterior.